# فرودگاه نیروی هوایی سلطنتی کمرینگهام
فرودگاه نیروی هوایی سلطنتی کمرینگهام (به انگلیسی: RAF Cammeringham) (به زبان بومی: (Formerly RAF Ingham)) یک فرودگاه است که یک باند فرود چمن دارد و طول باند آن ۱٬۴۶۳ متر است. این فرودگاه در کشور انگلستان قرار دارد و در ارتفاع ۶۱ متری از سطح دریا واقع شده است.